# Josef Wieczorek
Josef Gustav Wieczorek (ur. 18 marca 1897, zm. ?) – zbrodniarz hitlerowski, SS-Oberscharführer, członek personelu obozu Auschwitz-Birkenau, gdzie był członkiem Wydziału Politycznego (obozowego gestapo). Był zastępcą kierownika gestapo w podobozie Monowitz. 9 grudnia 1948 został skazany przez polski sąd w Krakowie na 8 lat pozbawienia wolności. 